# پوسته ویندوز
پوسته ویندوز (به انگلیسی: Windows shell) رابط کاربری گرافیکی برای سیستم‌عامل مایکروسافت ویندوز است که کاربران به راحتی می‌توانند در یک محیط گرافیکی به انجام امور خود بپردازند. عناصری که به راحتی توسط شما قابل شناسایی هستند شامل دسکتاپ، نوار وظیفه، منوی استارت، سوئیچ وظیفه و ویژگی AutoPlay است. در برخی از نسخه‌های ویندوز، همچنین Flip 3D و جذابیت‌ها را شامل می‌شود. در ویندوز ۱۰، رابط Windows Shell Experience Host تصاویری مانند منو استارت، مرکز عملیات (به انگلیسی: Action Center)، نوار وظیفه (به انگلیسی: Taskbar) و نمایش کار / جدول زمانی (به انگلیسی: Task View / Timeline) را هدایت می‌کند. با این حال، پوسته ویندوز، همچنین یک فضای نام پوسته را اجرا می‌کند که برنامه‌های رایانه‌ای را که در ویندوز در حال اجرا هستند، امکان دسترسی به منابع رایانه را از طریق سلسله مراتب اشیاء پوسته فراهم می‌کند. «دسکتاپ» هدف اصلی سلسله مراتب است. در زیر آن تعدادی پرونده و پوشه ذخیره شده روی دیسک و همچنین تعدادی پوشه مخصوص وجود دارد که محتوای آنها به صورت مجازی یا پویا ایجاد شده‌است. سطل بازیافت، کتابخانه‌ها، کنترل پنل، این رایانه شخصی و شبکه نمونه‌هایی از چنین اشیاء پوسته هستند.
همان‌طور که امروزه مشهور است، پوسته ویندوز تحولی از ویندوز ۹۵ است که در سال ۱۹۹۵ منتشر شد. این ارتباط با جستجوگر فایل (به انگلیسی: File Explorer)، یک جزء ویندوز است که می‌تواند فضای نام کلی پوسته را شناسایی کند.
1. ↑  «What is Windows Shell?». Easy Tech Junkie (به انگلیسی). دریافت‌شده در ۲۰۲۳-۰۵-۱۰.